# 丸山可澄
丸山 可澄（まるやま よしずみ、1657年（明暦3年）- 1731年6月15日（享保16年5月11日））は、江戸時代前期から中期の国学者、儒学者、神道家である。号は活堂又は混斎。字は仲治。通称は雲泉後に雲半。名は可証とも表記される。

## 経歴・人物
水戸藩士であった田代乗久の次男として、常陸（現在の茨城県常陸太田市）に生まれる。後に実母の旧姓であった丸山氏に改姓する。
延宝2年（1674年）に彰考館に入って『大日本史』の編纂に携わり、貞享2年（1685年）に佐々十竹らと九州・中国・北陸方面、元禄4年（1691年）には単独で東北を探訪するなど、享保16年（1731年）まで修史事業に従事した。
後に今井有順（桐軒）の門人となり、神道も学ぶ。18歳の頃当時の水戸藩主徳川光圀の御家人となり、1683年（天和3年）には書物の出納及び管理にあたった。その後、光圀によって日本の歴史人物の花押を年代や位階によって明確に分割した総合図鑑を出版したりする等、一躍名を馳せた。

## 主な著作物

### 主著
- 『諸家系図纂』- 1692年（元禄5年）成立。全30巻からなり、日本で初めて明確に様々な略伝を分類された図鑑。
- 『近代帝系』

### その他の著書
- 『筑紫巡遊日録』
- 『泰伯論』